# Criatura amorfa
Una Criatura Amorfa es un tema recurrente en la ciencia ficción. Normalmente se la presenta como una criatura parecida a una gelatina que puede tomar la forma que desee. La más familiar es el alien de la película The Blob, pero otros ejemplos pueden ser el Vericious Knid de la historia Charlie y el Gran Elevador de Cristal, la gigantesca masa de protoplasma de las junglas venusinas de las historias cortas de Stanley G. Weinbaum, y los Shoggoths de los Mitos de Cthulhu.
Las criaturas amorfas se distinguen de las de forma cambiante, ya que las últimas se transforman imitando a las personas, como el T-1000 de Terminator 2: el juicio final y la criatura de The Thing.